# Alain-Sol Sznitman
Alain-Sol Sznitman (Paris, 13 de dezembro de 1955) é um matemático francês.

## Obras
- Brownian Motion, Obstacles and Random Media, Springer 1998
- Topics in propagation of chaos, Lecture Notes in Mathematics, Bd.1464, Springer 1991 (Saint Flour Probability Summer School 1989), p. 164-251
- Brownian Motion and random obstacles, ICM 1998